# Radebeuler Schuhfabrik
Das Unternehmen Radebeuler Schuhfabrik (Raschufa) war ein Hersteller von Stoffschuhen im sächsischen Radebeul in der Gartenstraße 70–72. Die Firma wurde 1916 von Fritz Keyl als Schuhfabrik F. Keyl in Dresden-Gruna gegründet, zog 1925 in die Lößnitz, wurde 1945 durch den Betriebsrat übernommen, 1948 enteignet und 1993 durch Liquidation aufgelöst.

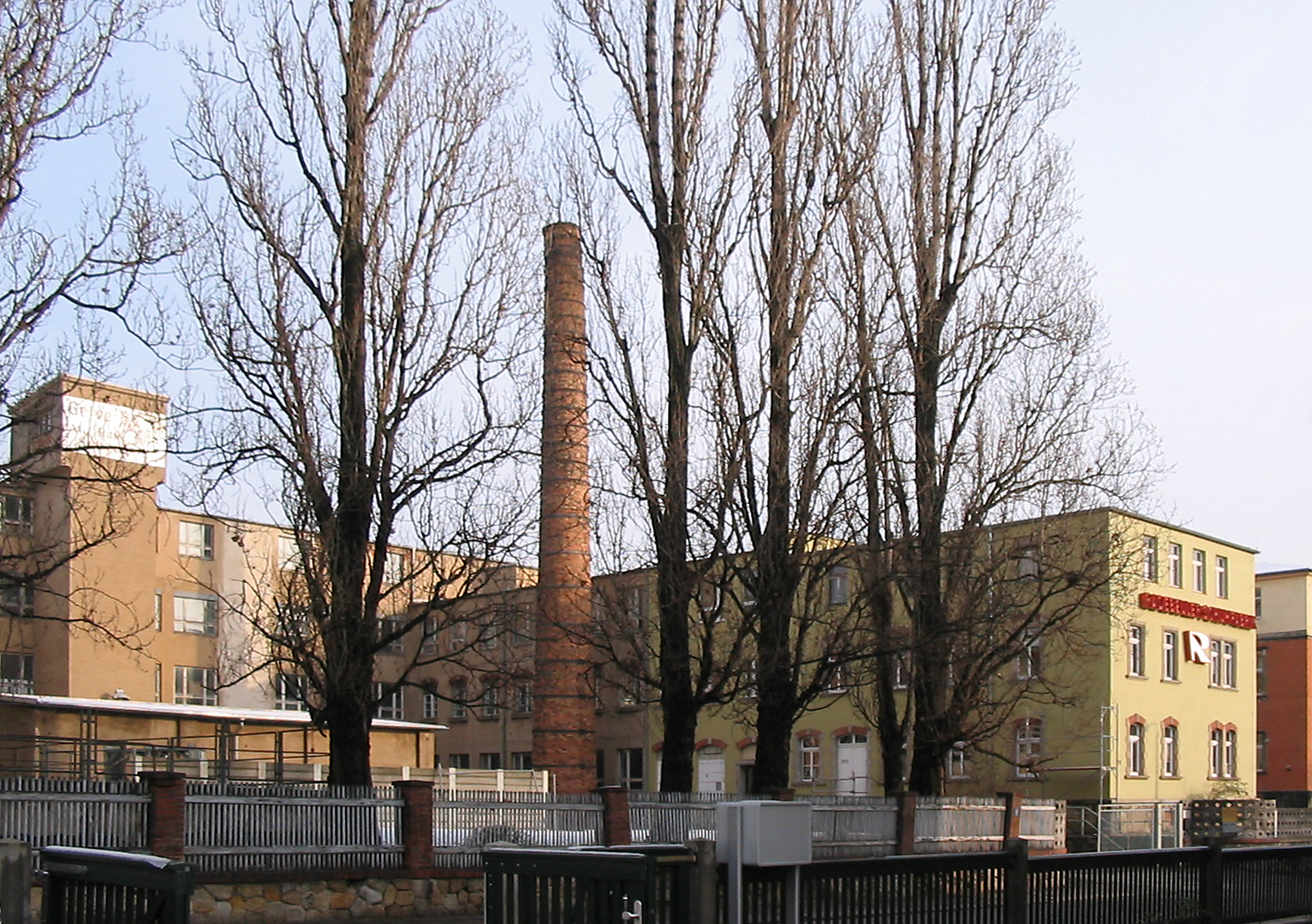
Radebeuler Schuhfabrik (2008)

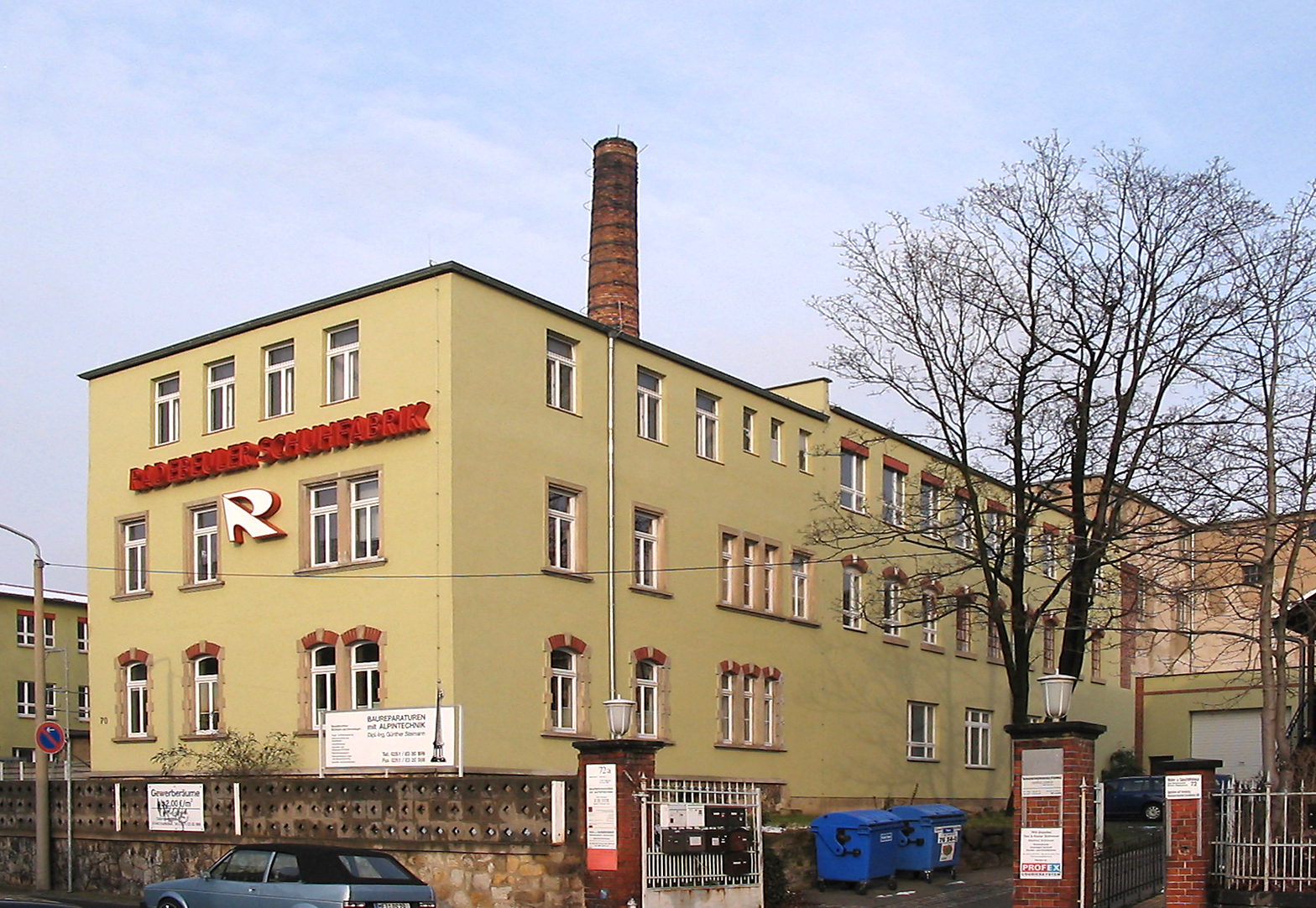
Radebeuler Schuhfabrik

In dem ehemaligen Fabrikkomplex befindet sich heute der Gewerbehof Alte Radebeuler Schuhfabrik. Der ehemalige Industriebau beherbergt auch die Ateliers von mehreren Künstlern.
Direkt links daneben befinden sich die Räumlichkeiten von Hebenstreit-Rapido.

## Geschichte
1916 gründete der Dresdner Fritz Keyl in Dresden-Gruna die Schuhfabrik F. Keyl. Das Unternehmen war ein Hersteller von Stoffschuhen aus Atlas, Leinen, Samt und weiteren solchen Stoffen sowie von Strandschuhen.
1925 zog das Unternehmen nach Oberlößnitz in die Villa Moritz Hermann Schmidt in der heutigen Maxim-Gorki-Straße 30, deren großer Anbau auf der Rückseite des Hauses für wenige Jahre Platz für das Wachstum bot. Die Tagesproduktion lag 1925 bei 1000 Paar Schuhen. Der Besitzer Keyl baute sich während dieser Zeit, in den Jahren 1930/1931, in der Hoflößnitzstraße 68 ein repräsentatives Landhaus, das heute denkmalgeschützte Haus Keyl.
1933 zog das wachsende Unternehmen in einen neu errichteten und mit modernsten Maschinen ausgestatteten Fabrikbau im Radebeuler Industriebezirk, in der Gartenstraße 70–72. Dort entwickelte sich das Unternehmen zum Größten seiner Art in Deutschland. Nach 580 Beschäftigten im Jahr 1933 produzierten im Jahr 1936 bereits 1.200 Mitarbeiter 12.000 Paar Schuhe pro Tag.
Nach dem Zweiten Weltkrieg „wurde der Firmengründer im Oktober 1945 vom Betriebsrat als Reaktionär abgesetzt“. 1948 wurde Keyl als Eigentümer enteignet und die Gesellschaft als VEB Radebeuler Schuhfabrik (Raschufa) in der VVB Schuhe Elbe fortgeführt.
Schuhfabrikant Keyl baute im Westen in Rinteln seine Firma erneut auf und führte sie bis 1963 selbst, dann verkaufte er sie. Der Neuerwerber führte erfolgreich die Marke Meisi-Schuhe ein und betrieb die Firma Fritz Keyl GmbH & Co. KG bis zu seinem Tod 2007, als sie von einem weiteren Schuhfachmann übernommen wurde.
Zu DDR-Zeiten war der Ostbetrieb der „Spezialbetrieb für Damenstraßenschuhe aus Austauschstoffen“. Ab 1979 gehörte der Betrieb zum Kombinat Schuhe. Aus 250 Mitarbeitern im Jahr 1946 wurden im Jahr 1966 über 800. Die Jahresproduktion stieg von 1,7 Millionen Paar Schuhen im Jahr 1958 auf 2,16 Millionen Paar Schuhen ebenfalls im Jahr 1966. Von diesen gingen etwa 1,3 Millionen Paar Schuhe in den Export.
Bis zur Wende war die Raschufa einer der größten Industriebetriebe Radebeuls, mit der Wende brach der Absatz ein und das Unternehmen musste 1993 durch Liquidation aufgelöst werden.
In dem Fabrikkomplex befindet sich heute der Gewerbehof Alte Radebeuler Schuhfabrik. Der ehemalige Industriebau beherbergt auch die Ateliers von Künstlern wie Matthias Kistmacher, Dieter Beirich, Karen und Peter Graf sowie Sophie Cau.